# Tenrec ecaudatus
O tenreque-acaudado (Tenrec ecaudatus), também conhecido como tanreco, é uma espécie de mamífero da família Tenrecidae. Pode ser encontrada em Madagascar. Foi introduzida em Maurício, Reunião, nas Seychelles  e nas ilhas Comoros. É a única espécie do gênero Tenrec.